# باتريك كوتور
باتريك كوتور هو لاعب هوكي جليد كندي، ولد في 28 مايو 1978 في مدينة كيبك في كندا.

## وصلات خارجية
- باتريك كوتور على موقع دوري الهوكي الوطني (الإنجليزية)
- باتريك كوتور على موقع EliteProspects.com (الإنجليزية)
- باتريك كوتور على موقع Eurohockey.com (الإنجليزية)
- باتريك كوتور على موقع HockeyDB.com (الإنجليزية)